# Northway Village
Northway Village é uma Região censo-designada localizada no estado americano de Alasca, no Southeast Fairbanks Census Area.

## Demografia
Segundo o censo americano de 2000, a sua população era de 107 habitantes.

## Geografia
De acordo com o United States Census Bureau, a localidade tem uma área de 7,1 km², dos quais 6,8 km² cobertos por terra e 0,3 km² cobertos por água.

## Localidades na vizinhança
O diagrama seguinte representa as localidades num raio de 72 km ao redor de Northway Village.